# Eloise Blaine Cram
Eloise Blaine Cram (née le 11 juin 1896 à Davenport et morte le 9 février 1957 à San Diego) est une zoologiste et parasitologiste américaine, spécialiste des nématodes.

## Biographie
Eloise Cram nait le 11 juin 1896 à Davenport (Iowa). Elle est la fille du journaliste Ralph Warren Cram et de Mabel (LaVenture) Cram. Elle est diplômée en tant que Phi Beta Kappa à l'université de Chicago en 1919, et obtient son doctorat à l'université George Washington en 1925. Elle meurt d'un cancer des os en 1957.
En 1920, Cram entre en tant que zoologiste au Bureau of Animal Industry (BAI) du Département de l'Agriculture des États-Unis, où elle devient une spécialiste mondiale des parasites de la volaille et finalement directrice du service Parasites of Poultry and Game Birds. En 1936, Cram quitte le BAI pour le laboratoire de zoologie des National Institutes of Health (NIH) de Bethesda (Maryland), où elle reste jusqu'à la retraite en 1956. Alors qu'elle est employée au NIH, Cram contribue à l'étude des oxyures du genre Enterobius, mais sa principale contribution à la parasitologie et à la science en général est constituée par ses travaux pionniers sur la lutte contre la bilharziose ou schistosomiase, une maladie parasitaire endémique des régions tropicales, due à un ver hématophage, le schistosome. Elle réalise des percées sur le cycle de vie dixène gonochorique du ver, et le rôle de vecteurs de mollusques d’eau douce, spécifiques de chaque espèce de schistosome, dans la transmission, souvent fatale, aux humains, aidant ainsi à réduire les coûts induits par la maladie .
Quand elle prend sa retraite, Cram a écrit plus de 160 articles et monographies sur divers sujets liés à la parasitologie animale, fait autorité mondialement sur les maladies helminthiques et travaillait sur les maladies tropicales au NIH. En 1955, l'année précédant sa retraite, elle est la première femme à présider l'American Society of Parasitologists.